# 常紋信号場

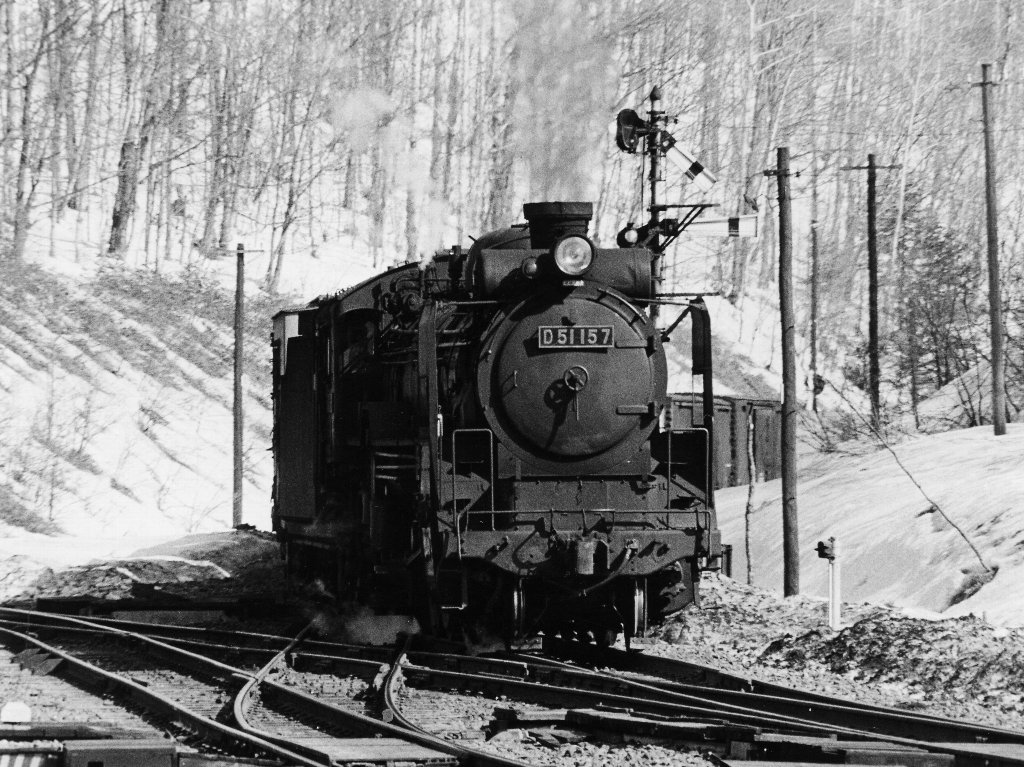
無煙化が目前まで迫ってきた頃の蒸気機関車（1971年4月）

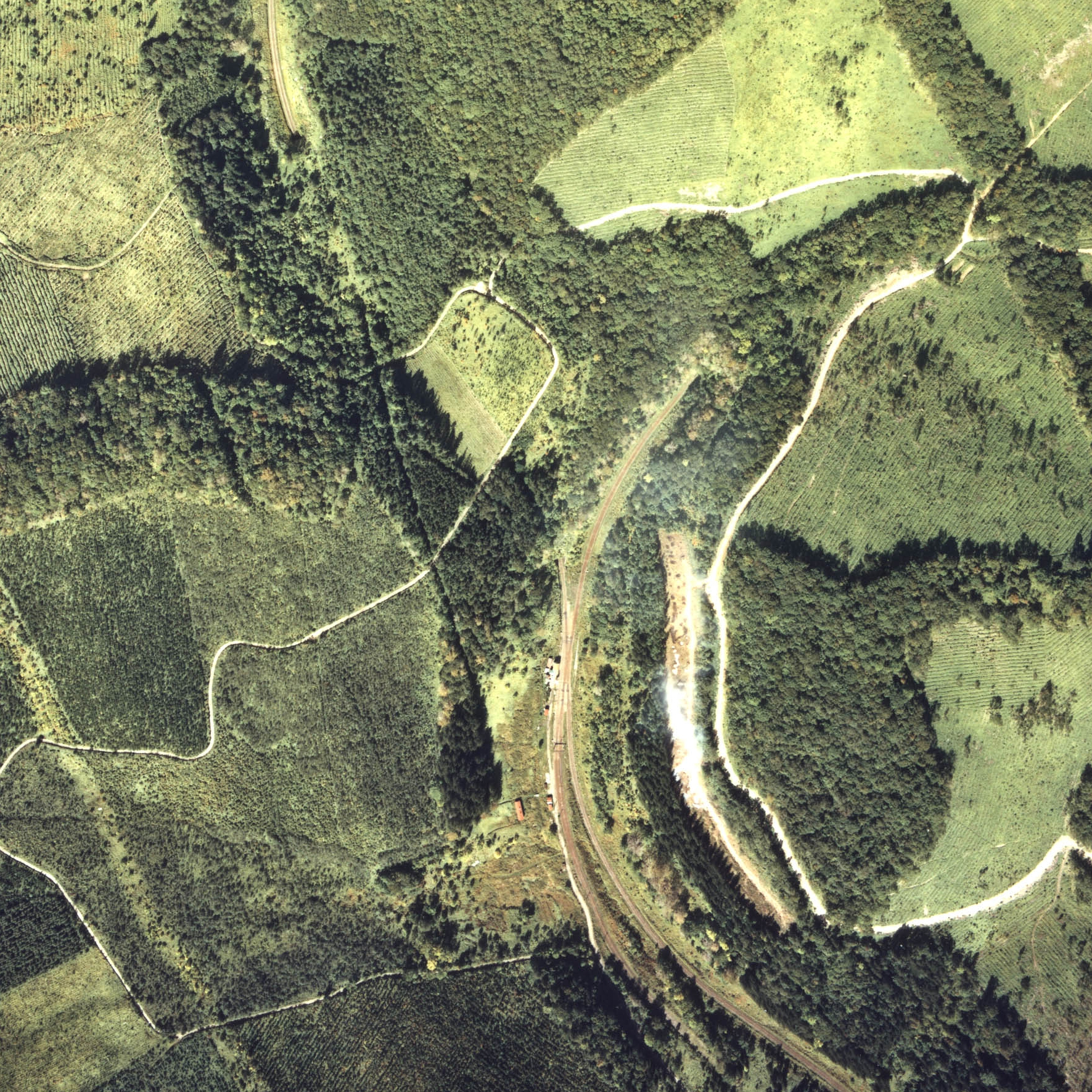
1977年の常紋信号場と周囲約1 km範囲。下が網走方面。中央より上側左手に常紋トンネル。スイッチバック配線構造が確認できる。

常紋信号場（じょうもんしんごうじょう）は、北海道北見市留辺蘂町金華に所在した北海道旅客鉄道（JR北海道）石北本線の信号場（廃止）である。電報略号はヤモ。事務管理コードは▲122523。

## 概要
生田原駅から約10.3 kmの地点、常紋トンネル網走方坑口付近に所在し、急勾配での発進ができない列車のためスイッチバック方式の配線で設置された。
仮乗降場扱いで客扱いを行っていた時期もあり、石北本線で蒸気機関車の終焉が近づいた1970年代には、鉄道撮影を主な活動とする鉄道ファンらが同信号場を訪れるようになった。
2001年（平成13年）7月1日のダイヤ改正で交換設備の使用を停止し、以降は閉塞区間の境界としてのみ機能していたが、JR北海道各線で行われた経費節減・設備合理化の一環として、2017年（平成29年）3月4日のダイヤ改正で正式に廃止された。

## 歴史
- 1914年（大正3年）10月5日：鉄道院湧別軽便線留辺蘂駅：下生田原駅（→安国駅）間開業にともない常紋信号所として開業[1]。
- 1916年（大正5年）11月7日：留辺蘂駅 - 遠軽駅間が1,067 mm に改軌。
- 1922年（大正11年）
  - 4月1日：常紋信号場に改称[1]。
  - 9月2日：軽便鉄道法廃止に伴い、湧別線に改称。
  - 10月1日：遠軽駅 - 野付牛駅（→北見駅）間を石北線に編入。
- 1949年（昭和24年）6月1日：公共企業体日本国有鉄道（国鉄）に移管。
- 1951年（昭和26年）4月1日ごろ：仮乗降場（局設定）として旅客の取り扱いを開始[1]。
- 1961年（昭和36年）4月1日：新旭川駅 - 網走駅間が石北本線に改称。
- 1975年（昭和50年）7月1日ごろ：旅客の取り扱いが終了[1]。
- 1984年（昭和59年）：CTC化により完全無人化[4]。
- 1987年（昭和62年）4月1日：国鉄分割民営化に伴い、北海道旅客鉄道（JR北海道）に承継[1]。
- 2001年（平成13年）7月1日：交換設備の使用が停止される。
- 2016年（平成28年）10月：管理設備の縮減を目的とした線路スリム化の一環で、同月末に使用していないポイントなどの線路設備を撤去[5]。
- 2017年（平成29年）3月4日：同日実施のダイヤ改正にあわせ廃止[新聞 1][2][6]。

## 構造
勾配の途中にあるスイッチバック式の構造で、側線が3本（網走方から見て本線の左側に2本、右側に1本）存在した。分岐器部分は巨大なスノーシェルターに覆われていた。

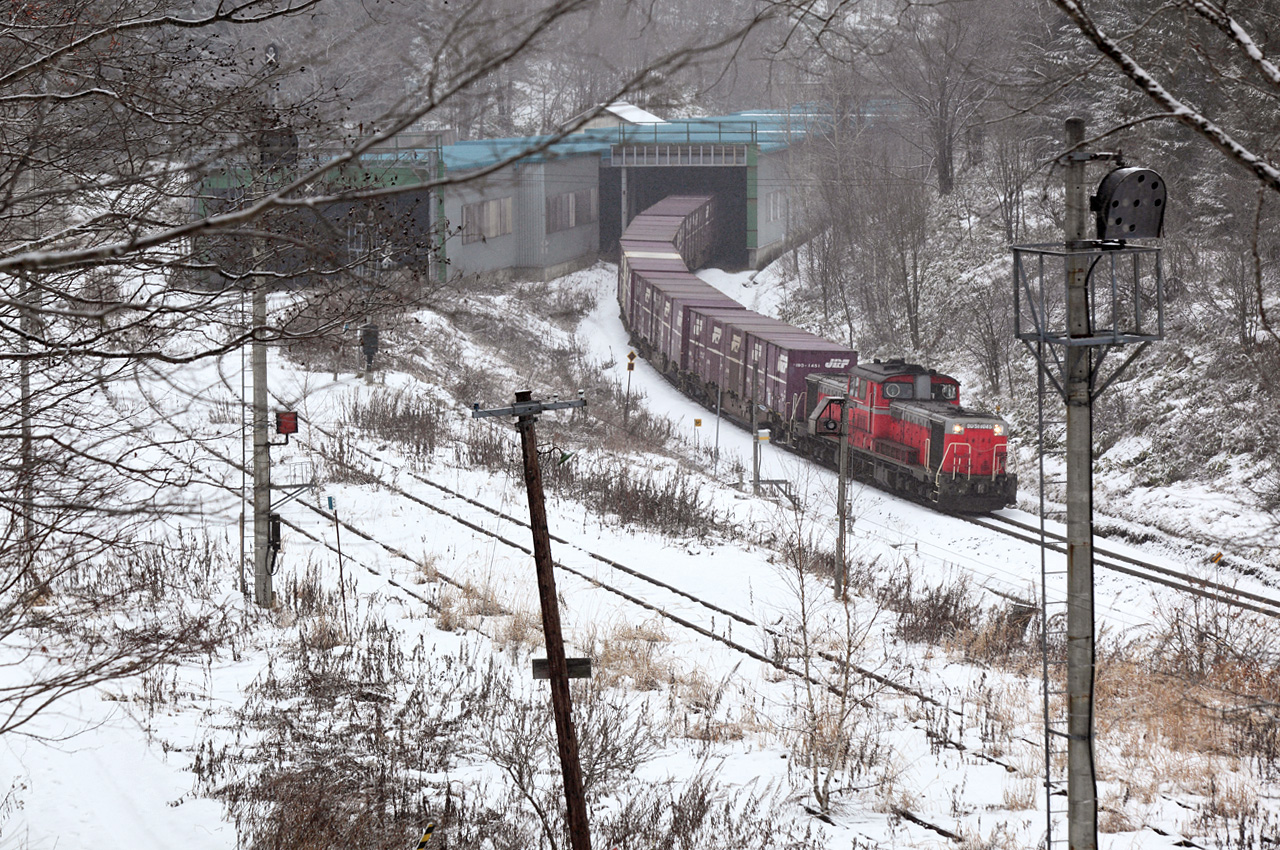
場内の様子（2009年11月）
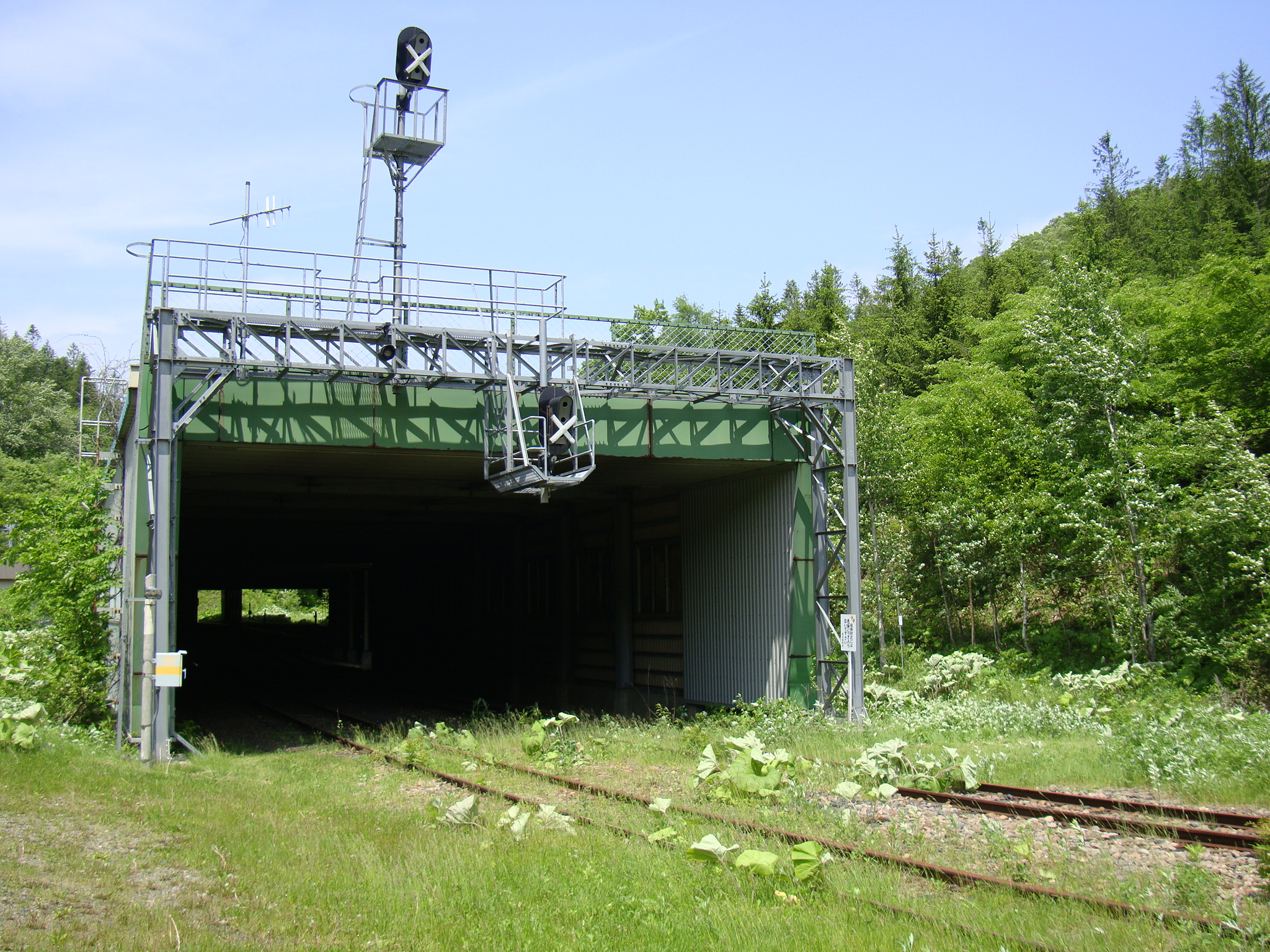
使用が停止された側線・信号機（2009年6月）
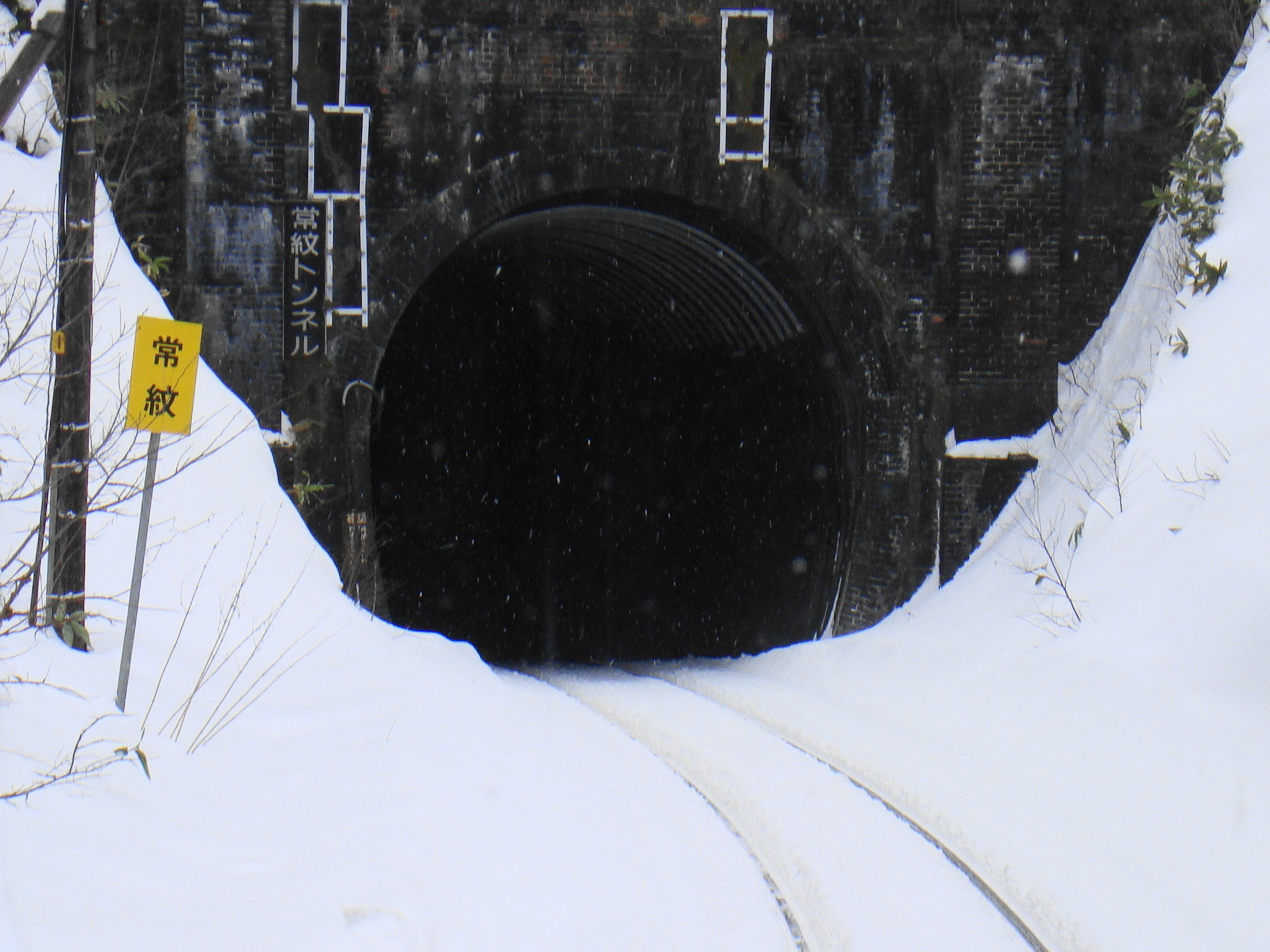
駅（信号場）接近標識は残されていた（2011年1月）

## 周辺
常紋トンネルの留辺蘂側に設置されていた。森林のみである。
- 常紋トンネル
- 熊の沢川
- 国道242号「常紋入口」交点より約4 km

## 隣の施設
北海道旅客鉄道（JR北海道）
■石北本線（廃止時点）
生田原駅 (A53) - （常紋信号場） - （金華信号場） - 西留辺蘂駅 (A55)

### 新聞記事
1. 1 2 3 4 5  “常紋信号場が廃止 スイッチバック、鉄道ファンの「聖地」” (日本語). 北海道新聞. どうしんウェブ／電子版（道東） (北海道新聞社). (2017年3月3日).  オリジナルの2017年3月3日時点におけるアーカイブ。 2017年3月3日閲覧。